# Orpharion

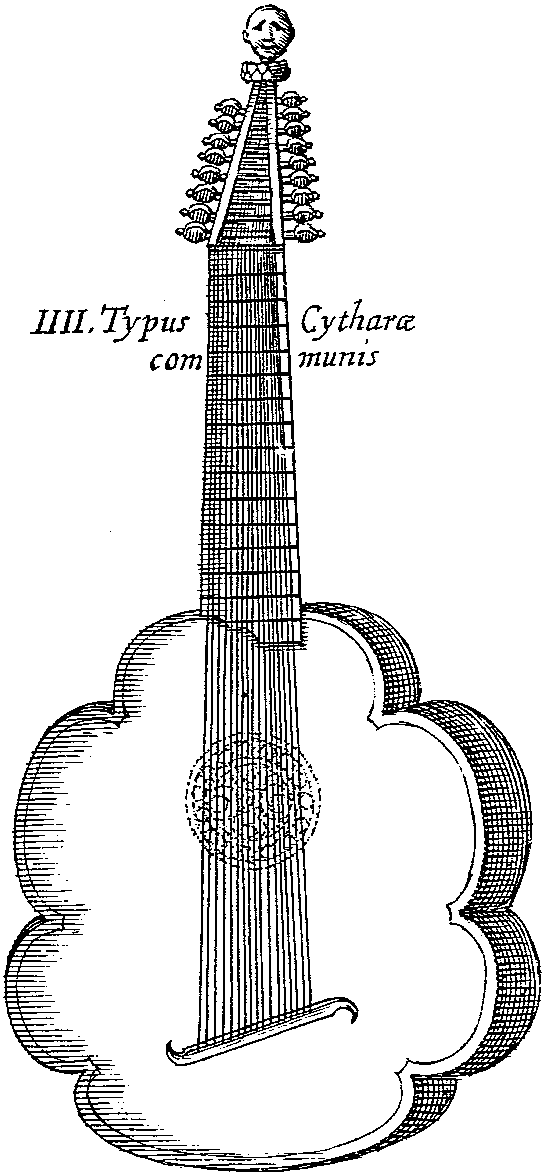
Un orpharion, llamado cythara communis, de Musurgia Universalis por Athanasius Kircher.

El orpharion es un instrumento de cuerda pulsada creado y utilizado durante el Renacimiento. Pertenece a la familia de la cítara. Su construcción es similar a la de la bandora. Su afinación era similar a la del laúd, se utilizaban cuerdas de metal y se tañía con los dedos. 
El orpharion fue inventado en Inglaterra en la segunda mitad del siglo XVI. En algunas fuentes de la música inglesa es mencionado como un instrumento alternativo al uso del laúd.
El nombre «orpharion» viene de las palabras «Orpheus» y «Arión».